# Omã nos Jogos Olímpicos de Verão da Juventude de 2010
Omã participou dos Jogos Olímpicos de Verão da Juventude de 2010 em Singapura. Sua delegação foi composta de apenas dois atletas que competiram em dois esportes.

## Atletismo
| Evento         | Atleta            | Qualificação | Qualificação | Final      | Final        |
| Evento         | Atleta            | Resultado    | Posição      | Resultado  | Posição      |
| -------------- | ----------------- | ------------ | ------------ | ---------- | ------------ |
| 100 m feminino | Shinoona Al Habsi | 14.29        | 33º (7º q5)  | Não largou | -- (Final E) |

## Hipismo
| Atleta                                                  | Cavalo                   | Evento            | Preliminares | Preliminares | Preliminares | Preliminares | Preliminares | Preliminares | Final       | Final       | Pos. final       |
| Atleta                                                  | Cavalo                   | Evento            | Rodada A     | Rodada A     | Rodada B     | Rodada B     | Rodada B     | Total A+B    | Penal.      | Tempo       | Pos. final       |
| Atleta                                                  | Cavalo                   | Evento            | Penal. salto | Pos.         | Penal. salto | Penal. tempo | Total B      | Total A+B    | Penal.      | Tempo       | Pos. final       |
| ------------------------------------------------------- | ------------------------ | ----------------- | ------------ | ------------ | ------------ | ------------ | ------------ | ------------ | ----------- | ----------- | ---------------- |
| Sultan Al Tooqi                                         | Joondooree Farmas Damiro | Saltos individual | 12           | 23º          | 16           | 0            | 16           | 28           | Não avançou | Não avançou | 27º              |
| Sultan Al Tooqi (como integrante da equipe Australásia) | Joondooree Farmas Damiro | Saltos por equipe | 4            | 1º           | 4            | 0            | 4            | 8            | 4           | 154.26      | Medalha de prata |